# František Brož (kněz)
František Brož (10. ledna 1882 Něžovice, okres Milevsko – 1963) byl právník, státní úředník a posléze duchovní Církve československé. K jeho úmrtí kromě roku není doložitelných podrobností.

## Život
Bohoslovecká studia absolvoval v Českých Budějovicích a kněžské svěcení přijal 22. července 1906. Působil jako kaplan na několika římskokatolických farnostech převážně v jižních Čechách. V Církvi československé začal sloužit od konce roku 1920 jako výpomocný duchovní v Českých Budějovicích, Vodňanech a Hluboké nad Vltavou. Kněžskou službu konal při svém civilním zaměstnání úředníka okresního úřadu v Hluboké nad Vltavou. Počátky rychle vzrůstající Církve československé v Českých Budějovicích a širokém okolí jižních Čech jsou spojeny s jeho působením. Vedle faráře Adolfa Arnošta byl v počátcích jediným průkopníkem Církve československé na českém jihu. 
Života církve se aktivně účastnil i v pozdějších letech. Od roku 1941 až do konce 40. let například vypomáhal v duchovní správě v Říčanech. Pohřební rozloučení se zesnulým se konalo 8. května 1963 v krematoriu v Praze-Strašnicích, na jeho pohřbu byl přítomen tehdejší patriarcha Církve československé Miroslav Novák.